# پارک جنگلی سرآب قنبر
پارک جنگلی سرآب قنبر یک پارک جنگلی در حال ساخت در شهر کرمانشاه است که با مساحت ۱۵۸ هکتار در محلۀ سرآب قنبر در جنوب غربی شهر و در محدودهٔ منطقه ۴ شهرداری کرمانشاه واقع شده‌است. 

## تاریخچه
نخستین طراحی پارک سرآب قنبر کرمانشاه از سال ۱۳۸۱ شروع شد، اما بعدها مطالعات آن متوقف شد. از سال ۱۳۸۵ جنگل‌کاری در محدودۀ سرآب قنبر با هدف ایجاد یک پارک جنگلی و کمربند سبز در جنوب شهر کرمانشاه به اجرا گذاشته‌شد. از سال ۱۳۹۳ تا ۱۳۹۴ جنگل‌کاری به میزان ۱۵ هکتار در اراضی حاشیه پیشرفت داشت. با توجه به کم‌آبی از گونه‌های بومی منطقۀ کرمانشاه مانند زبان گنجشک، اقاقیا، بلوط، بنه، بادام تلخ و ... و همچنین درختان سوزنی‌برگ که به کم‌آبی مقاوم هستند استفاده شد. در مرداد ۱۳۹۵ رئیس سازمان پارک‌ها و فضای سبز شهرداری کرمانشاه از درختکاری ۱۰ هکتار از مساحت سرآب قنبر خبر داد و گفت قرار است ۱۶۰ هکتار از مساحت سرآب قنبر به پارک جنگلی تبدیل شود.
در ۱۷ آبان ۱۳۹۵ شهردار وقت کرمانشاه در مراسم کلنگ‌زنی پارک سرآب قنبر که با حضور حسینعلی امیری معاون پارلمانی رئیس جمهور برگزار شد، مساحت پارک سرآب قنبر را ۱۹۸۰ هکتار و مساحت فاز اول آن را نزدیک به ۲۰۰ هکتار اعلام کرد. به گفتۀ وی این پارک از غرب به محدودۀ اراضی دانشگاه آزاد اسلامی و جادۀ اسلام‌آباد غرب، از شرق به جادۀ سراب، از جنوب به کمربندی شرقی و پلیس راه ماهیدشت و از شمال به شهر کرمانشاه محدود می‌شود. او زمان لازم برای تکمیل کل ۱۹۸۰ هکتار این پروژه را ۱۵ سال تخمین زد و ابراز امیدواری کرد که با این پارک در آینده همچون دیواری دفاعی در برابر ریزگردها عمل کند و اثرات آن را کاهش دهد.

در خرداد ۱۳۹۶ مدیر پروژۀ پارک جنگلی سرآب قنبر اعلام کرد درختکاری حدود ۴۵ هکتار از این پارک ۱۶۸ هکتاری به پایان رسیده است.
در دی ۱۳۹۸ مدیرعامل سازمان پارک‌ها و فضای سبز شهرداری کرمانشاه از کاهش مساحت پارک به ۱۵۸ هکتار و اتمام ۹۰ درصد از جنگل‌کاری پارک جنگلی سرآب قنبر خبر داد و انجام ۱۰ درصد مابقی را موکول به بعد از تعیین محدودۀ زون‌های فرهنگی، تجاری، ورزشی، تفریحی و … در محوطۀ پارک دانست.
در خرداد ۱۳۹۹ رئیس هیأت دوچرخه‌سواری کرمانشاه اعلام کرد که شهرداری کرمانشاه در طرح پارک جنگلی ۱۸۰ هکتاری سرآب قنبر هفت درصد مساحت را برای احداث فضاهای ورزشی اختصاص داده و با پیگیری‌های هیأت دوچرخه‌سواری، احداث یک پیست دوچرخۀ کوهستان نیز در دستور کار پروژه قرار گرفته است. با این وجود سازمان پارک‌ها به‌خاطر احتمال وارد شدن آسیب به درختان پارک حین احداث پیست و تمرینات دوچرخه‌سواران از ساخت آن ممانعت به‌عمل آورده است.
در آبان ۱۳۹۹ رئیس سازمان سیما، منظر و فضای سبز شهرداری کرمانشاه مساحت نهایی پروژه را ۱۶۴ هکتار و سطح جنگل‌کاری‌شدۀ آن را ۴۰ هکتار اعلام کرد که حدود ۲۱ هزار اصله درخت در قالب ۱۲ گونه گیاهی در آن کاشته شده است. به گفتۀ وی مجتمع‌های تفریحی و گردشگری نیز در محدودۀ این پارک جنگلی ساخته خواهد شد. به گفتۀ وی با توجه به مشکلات آب‌رسانی، کار درختکاری در همین حد خواهد ماند و ادامه پیدا نخواهد کرد.
در آذر ۱۴۰۱ نایب رئیس شورای شهر کرمانشاه با انتقاد از وضعیت پروژۀ پارک جنگلی سرآب قنبر گفت این پروژه به دلیل تغییرات مدیریتی عملاً رها شده است. او همچنین گفت شهردار کرمانشاه قصد دارد بخشی از اراضی این پارک را در اختیار طرح نهضت ملی مسکن قرار دهد و مابه‌ازای آن از اراضی اطراف پارک که در اختیار ادارۀ کل منابع طبیعی است به مجموعۀ پارک جنگلی سرآب قنبر اضافه شود.
در بهمن ۱۴۰۲ سازمان فرهنگی، اجتماعی و ورزشی شهرداری کرمانشاه با همکاری سازمان سیما، منظر و فضای سبز شهری برنامۀ کاشت داوطلبانۀ ۲۰۰۰ اصله درخت بلوط را در سرآب قنبر کرمانشاه به اجرا گذاشت.

## یادکردها
1. 1 2  خبرگزاری سازمان تبلیغات اسلامی (مهرنیوز): مساحت پارک سرآب قنبر کرمانشاه ۲۰۰۰ هکتار است، نوشته‌شده در ۱۷ آبان ۱۳۹۵؛ بازدید در ۲۸ آبان ۱۴۰۳.
2. ↑  خبرگزاری دانشجویان ایران (ایسنا): سرآب قنبر کرمانشاه جنگل‌کاری می‌شود، نوشته‌شده در ۲۱ دی ۱۳۹۴؛ بازدید در ۲۸ آبان ۱۴۰۳.
3. ↑  پایگاه خبری بازی‌دراز: سرآب قنبر کرمانشاه پارک جنگلی می‌شود، نوشته‌شده در ۳۰ مرداد ۱۳۹۵؛ بازدید در ۲۸ آبان ۱۴۰۳.
4. ↑  خبرگزاری سازمان تبلیغات اسلامی (مهرنیوز): پارک سرآب قنبر بزرگ‌ترین پارک غرب کشور است، نوشته‌شده در ۱۷ آبان ۱۳۹۵؛ بازدید در ۲۸ آبان ۱۴۰۳.
5. ↑  خبرگزاری تسنیم: پارک سرآب قنبر کرمانشاه برای دومین بار کلنگ‌زنی شد، نوشته‌شده در ۱۷ آبان ۱۳۹۵؛ بازدید در ۲۸ آبان ۱۴۰۳.
6. ↑  خبرگزاری صدا و سیما: پیشرفت در ساخت پارک بزرگ سرآب قنبر کرمانشاه + فیلم، نوشته‌شده در ۲۳ خرداد ۱۳۹۶؛ بازدید در ۲۸ آبان ۱۴۰۳.
7. ↑  طلوع کرمانشاه: ۱۵ میلیارد تومان باشد، زیرساخت‌های پارک جنگلی سرآب قنبر تکمیل می‌شود، نوشته‌شده در ۲۶ دی ۱۳۹۸؛ بازدید در ۲۸ آبان ۱۴۰۳.
8. ↑  فدراسیون دوچرخه‌سواری جمهوری اسلامی ایران: سنگلاخ بدقولی‌ها پیش پای دوچرخه‌سواران کوهستان کرمانشاه، نوشته‌شده در ۷ خرداد ۱۳۹۹؛ بازدید در ۲۸ آبان ۱۴۰۳.
9. ↑  شهرداری کرمانشاه: پارک جنگلی «سرآب قنبر» کرمانشاه آماده ورود سرمایه‌گذاران است، نوشته‌شده در ۱ آبان ۱۳۹۹؛ بازدید در ۲۸ آبان ۱۴۰۳.
10. ↑  خبرگزاری دانشجویان ایران (ایسنا): سرآب قنبر می‌تواند بام کرمانشاه شود، نوشته‌شده در ۲۲ آذر ۱۴۰۱؛ بازدید در ۲۸ آبان ۱۴۰۳.
11. ↑  خبرگزاری شهر و شهروندی ایران (ایمنا): کاشت ۲ هزار اصله درخت بلوط در سرآب قنبر کرمانشاه، نوشته‌شده در ۲۳ بهمن ۱۴۰۲؛ بازدید در ۲۸ آبان ۱۴۰۳.